# Jacques de Carbonnel
Jacques de Carbonnel, comte de Canisy, mort en 1636, est un prélat français du XVIIe siècle. Il est le fils de René de Carbonnel, marquis de Canisy, et par sa mère un petit-fils de Jacques de Matignon, maréchal de France. 

## Biographie
Jacques de Carbonnel est nommé évêque de Coutances en 1621, après la mort de Guillaume Le Blanc, mais il renonce à l'état ecclésiastique pour devenir militaire. De Carbonnel retient une rente de 2 000 livres sur les revenus du diocèse jusqu'à sa mort en 1636.